# Красный (Липецкая область)
Кра́сный — посёлок Знаменского сельсовета Лев-Толстовского района, Липецкой области.
По документам, упоминание о деревни идет с 1932 года. Как известно, на тот момент в населённом пункте проживало порядка 500 человек.
Первое название этого населенного пункта в народе «Точка», название скорее всего связанное с маленькой численностью, по сравнению с окружающими деревнями.
По документам деревня числилась как «Красная Ферма». Работники населенного пункта на местной ферме режим работы выполняли на отлично, поэтому и название соответствующие «Красная Ферма».
В населённом пункте так же была средняя школа, с 1 по 4 класс. (С 2008-09 года школа была закрыта).
Медицинский пункт был закрыт в 2008-09 года. Здание было разрушено в 2015.
В селе с 1960-х годов открыт магазин. В 2013 году случился пожар в магазине.
В населенном пункте работает клуб.
С 2010 года село Красная Ферма переименовано в посёлок Красный.

## Список солдат, воевавших в Великой Отечественной войне, рождённые в поселке Красный
Ширинин, Николай Семенович, родился в 1899 г., красноармеец, погиб в 1943 г.
Щетинкин, Иван Иванович (1925 — 1970), воевал на Центральном фронте, работал в колхозе.
Щитинкин, Иван Иванович (1925 — 1991), воевал на Волоховском фронте, работал полеводом в колхозе, имеет орден, 3 медали.
Карих, Василий Алексеевич (1926 — 1992), воевал на Центральном фронте, работал конюхом, имеет 2 медали.
Жижких, Федор Васильевич (1903 — 1970), участвовал во взятии Берлина, работал животноводом совхоза, имеет4 медали.
Елисеев, Дмитрий Федорович (1924), воевал на Донском фронте, получил ранение, был рядовым, работал рабочим совхоза, имеет орден и 2 медали.
Дуванов, Михаил Васильевич (1925 — 1992), стрелок, получил ранение, работал животноводом совхоза, имеет медаль.
Ветчинкин, Василий Александрович (1926 — 1978), воевал на 2-м Белорусском фронте, работал в колхозе, имеет 2 медали.
Алпашкин, Василий Дмитриевич (1918 — 1986), воевал на Центральном фронте, работал животноводом, имеет орден, медаль.

## Население
| 2000 | 2010 |
| ---- | ---- |
| 183  | ↘157 |